# 诺基亚
诺基亚公司（芬蘭語：Nokia Oyj；芬蘭語發音：[ˈnokiɑ]、英語 /ˈnɒkiə/）是一家總部位於芬蘭埃斯波，主要從事生產行動通訊設備和服務的跨國公司。諾基亞成立於1865年，當時以伐木、造紙為主，後來亦陸續生產膠鞋、輪胎、電纜、手機、個人通訊設備及健康設備等產品，目前核心事業以通信基礎業務和先进技术研发及授权為主。

## 名稱來源
据通常的解释，诺基亚芬兰语的原词源于芬兰语古字或者，意为“紫貂”。当紫貂在芬兰被狩猎绝种后，这个单词就指现在还在该地区出没的任何深色皮毛的动物，如貂屬动物。然而，後來的研究似乎表明，芬蘭從未有紫貂居住过，而这个名字實際上是指欧亚河狸。

## 大事記
諾基亞曾經是手機市場龍頭，於2000年輝煌時期市值近2500億美元，市值僅次於麥當勞及可口可樂。1997年，諾基亞擊敗了摩托罗拉登上全球手機龍頭寶座，自該年起連續蟬聯了14年銷售冠軍，這也是諾基亞手機帝國最輝煌的日子。但面對蘋果公司於2007年推出的iPhone和三星為代表的安卓陣營夾擊，加上諾基亞緩慢的改革步伐，全球手機銷量第一的地位在2011年第二季被蘋果及三星雙雙超越。2011年2月，諾基亞放棄經營多年的Symbian系統和開發中的MeeGo，轉而投入微軟的Windows Phone系統。
由於日漸衰退，整個2012年諾基亞都在以裁員、停止配息以及關閉工廠等做“垂死掙扎”，獨壓Windows Phone戰略全盤皆輸，市佔率每況愈下，于2012年第三季更是將旗下在俄羅斯的40家手機專賣店全數賣給三星並由三星電子接手。2013年9月3日，微軟宣布將以54.4億歐元（72億美元）收購諾基亞手機製造、設備和服務業務、Lumia、Asha品牌以及10年期的非獨佔專利許可證。諾基亞仍保有網路與服務業務諾基亞通信、Here地圖團隊、諾基亞品牌、專利（負責技術開發與授權的諾基亞高端技術）。該交易預計將在2014年第一季度完成，需要接受諾基亞股東和監管部門的審批。
2014年4月25日，諾基亞宣佈完成向微軟出售設備和服務業務。2014年10月22日，微軟正式宣佈將諾基亞手機品牌改為「Microsoft Lumia」，諾基亞手機品牌正式走入歷史。
2014年11月，諾基亞執行長表示，諾基亞不會再制造手機。
2014年11月18日，诺基亚发布使用安卓的诺基亚N1平板电脑。这是诺基亚在出售面向消费市场的手机业务后的第一款消费级智能设备。
2015年4月，諾基亞以换股方式斥資166億美元收購阿爾卡特-朗訊。
2015年8月3日，三家汽車製造商奧迪（Audi）、寶馬（BMW）和戴姆勒（Daimler）已聯手以28億歐元（31億美元），買下諾基亞（Nokia）的地圖事業HERE，諾基亞將從這樁交易獲得略高於25億歐元的資金，這些買主也將承接近3億歐元的HERE債務。這三家德國車商表示，預期2016年第1季完成交易，將各自持有HERE業務的相同股份，HERE部門將維持獨立，不會干涉其營運。当地时间2015年12月4日，诺基亚已撤资HERE，HERE成为三家汽车厂商独立运营的地图品牌。
2015年8月28日，诺基亚与中国华信邮电经济开发中心签署了《谅解备忘录》，双方有意成立新合资公司，将诺基亚中国的电信设备业务与上海贝尔股份有限公司整合并入新合资公司，诺基亚将持有新合资公司50%+1的股权。
2016年5月18日，微软确认以3.5亿美元的交易价格将诺基亚功能机业务出售给富智康。富智康将接管拥有诺基亚功能机品牌授权，包括诺基亚功能机软件，相关客户服务和供应链协议合同；诺基亚则宣布将向芬兰公司HMD Global Oy授予全球独家专利使用权，允许后者在10年内生产诺基亚品牌Android手机和平板电脑。
2025年1月，HMD宣布将推出自有品牌HMD手机，同時HMD官网下架了诺基亚所有的智能手机，仅保留功能机。

## 历史

從1978年到2023年的標誌

### 創業

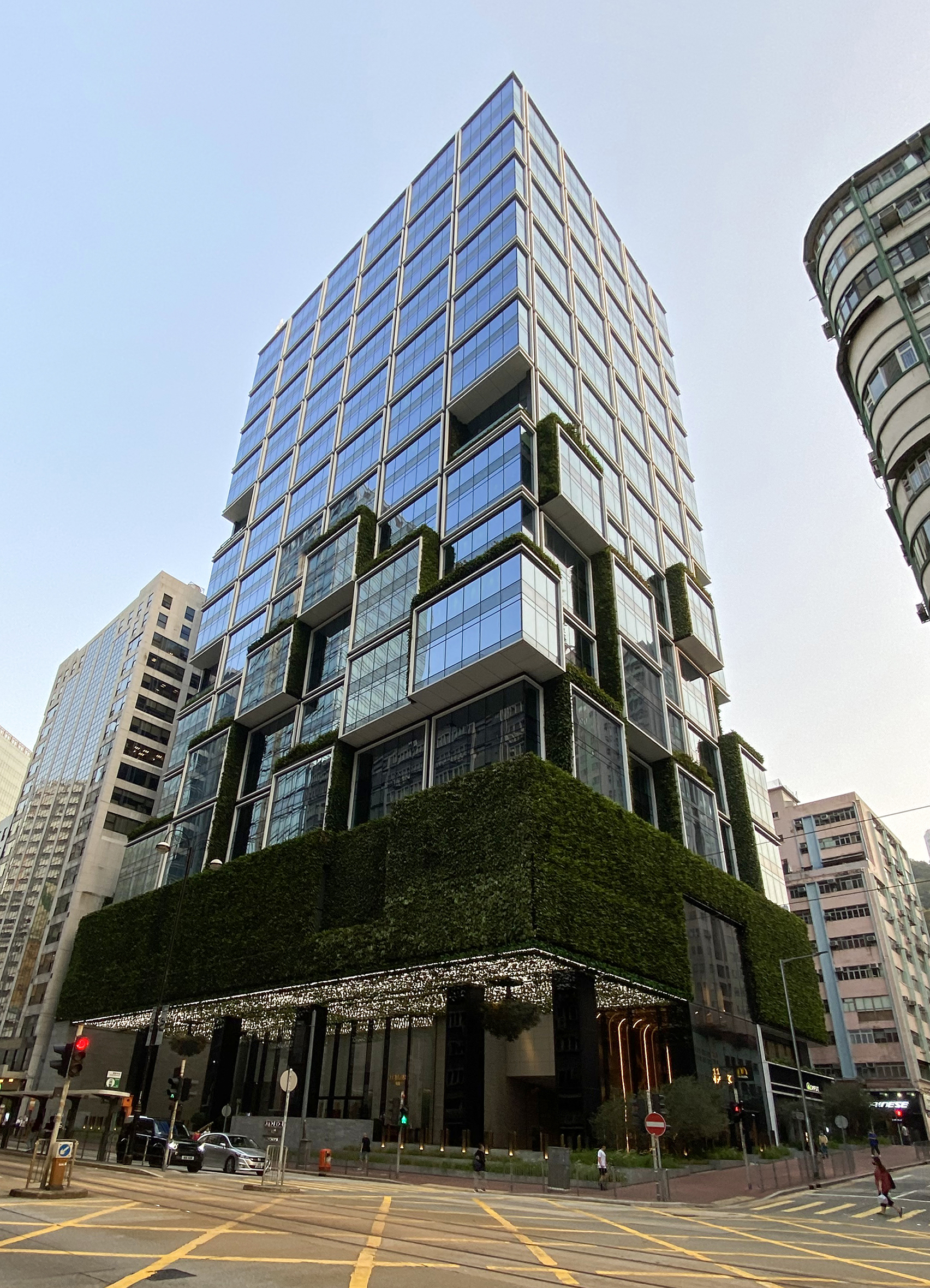
诺基亚香港辦事處位於香港鰂魚涌K11 ATELIER King's Road

最初的诺基亚公司（Nokia Ab）是由一位名叫弗雷德里克·伊德斯坦的芬兰工程师于1865年的创立的，当时主要从事纸浆的生产及造纸业务。1967年，诺基亚公司（Nokia Ab）与芬兰橡胶厂（Finnish Rubber Works Ltd, 成立于1896年）以及芬兰电缆厂（Finnish Cable Works，成立于1912年，原廠區大樓卡佩里特達斯已化為藝術中心）进行了合并，从而形成了我们今天所看到的诺基亚公司（Nokia Corporation），後來因專注資訊及通訊產業，曾出脫部份子公司，例如日本輪胎普利司通及芬蘭製鞋Nokian Footwear。
根據美国科技博客网站《Silicon Alley Insider》（SAI）2011年8月刊登的一篇文章透露，諾基亞於1865年創建時，主要從事造紙業務。1898年，該公司又轉向生產橡膠製品。諾基亞最初商標為魚形圖案。諾基亞電子業務部門芬蘭電纜廠（Finnish Cable Works）創建於1912年。諾基亞於1979年同芬蘭電視機製造商Salora合作，共同開發了一款早期無線電話。

### 興盛
諾基亞於1865年成立之後，當地人開始更常用「諾基亞」一詞來指稱當時正欣欣向榮的整個工業區。為了表彰當地最大的工業設施和僱主，1937年建立的Pohjois-Pirkkala鎮於一年後改名為諾基亞鎮。1977年，諾基亞鎮又升格為諾基亞市。諾基亞市的市徽上便是一隻黑貂爬行於一條藍溪中。 在这个时期，诺基亚公司专注于移动通信相关产品的研发与制造，包括移动电话产品及多媒体、娱乐、通信网络和企业级的解决方案。
2005年，诺基亚手机年发货量约2.64亿支，是当年美國第二名摩托罗拉的1.8倍，占了全球市场份额的32.1％。诺基亚在2005年的销售额达到了341.9亿欧元（约合485.5亿美元），利润收入为46.4亿欧元（约合61亿美元），利润率为13.6%。截至2005年底，诺基亚在全球8个国家拥有14家工厂，并在11个国家设立了研发中心，雇员人数达到了约58800人 。作为一家公众持股的公司，诺基亚分别在芬兰赫尔辛基、德国法兰克福以及美国纽约挂牌上市。
2011年2月11日，诺基亚宣布与微软合作，並以Windows Phone作为智能手机的主要操作系统。

### 掙扎
2012年6月14日，諾基亞計劃在2013年前再裁員一萬人，並關閉芬蘭、德國和加拿大廠房及削減16億歐元開支，力求翻身。
2012年第三季，三星電子已收購諾基亞在俄羅斯的40家手機專賣店店鋪。
2012年10月，路透社報導：諾基亞為整頓事業，考慮變賣「非核心資產」，此資產將包括總部大樓等房地產。
2012年第四季，諾基亞錄得7季以來首次的盈利。其中部分盈收來自諾基亞通訊設備部門——諾基亞西門子通信（簡稱諾西，今）。諾基亞同時亦停止向股東派息，為143年來首次。諾基亞亦宣佈正式放棄Symbian系統，诺基亚 808 PureView是此系統的最後之作。
2012年12月，諾基亞為整頓事業，宣佈諾基亞位於芬蘭的總部大樓（Nokia House）將會以1.7億歐元被三星少數持股的芬蘭Exilion公司收購，諾基亞將改为租下此大楼的长期使用权。2013年，諾基亞又再以3170萬歐元將該公司位於芬蘭奥卢的Peltola办公园区卖给芬兰提供商Technopolis。
2013年7月1日，诺基亚以17億歐元（約合22億美元）價格，收購德國西門子公司所持諾西的50%股份，成為諾基亞的全資子公司，改名為諾基亞解決方案與網絡（Nokia Solutions and Networks），後再易名諾基亞網絡。

### 轉變
2013年9月3日，微軟宣布將以54.4億歐元（72億美元）收購諾基亞手機製造、設備和服務業務、Lumia、Asha品牌以及10年期的非獨佔專利許可證。諾基亞仍保有網路與服務業務諾基亞通信、Here地圖團隊、諾基亞品牌、專利（負責技術開發與授權的諾基亞高端技術）。該交易預計將在2014年第一季度完成，需要接受諾基亞股東和監管部門的審批。
2014年4月25日，諾基亞宣佈完成向微軟出售設備和服務業務。2014年10月22日，微軟正式宣佈將諾基亞手機品牌改為「Microsoft Lumia」，為諾基亞手機品牌寫下休止符。
2014年11月，諾基亞執行長表示，諾基亞不會再制造手機。
2014年11月18日，诺基亚授權Nokia品牌，由富士康製造的Android的诺基亚N1平板电脑。这是诺基亚在出售面向消费市场的手机业务后的第一款Nokia貼牌消费级智能设备。
2016年，諾基亞授權HMD及富士康在2017年再度以Nokia品牌推出手機。
2016年4月27日 - 諾基亞以1.7億歐元（約合 1.91 億美元）收購法國健康和可穿戴裝置廠商Withings，並更名Nokia Health，於2018年6月，出售Nokia Health部門。
2023年2月26日，諾基亞宣佈啟用新標誌，取代使用將近60年的舊標誌，以反映公司業務已從手機為主轉變成一家商業科技公司。

## 衝擊與盛衰
諾基亞在2000年代是全球手機市場的龍頭，2007年，隨着iPhone掀起的智能手機革命，加上Android系統的出現，在2011年第二季被蘋果及三星雙雙超越，諾基亞在智能手機市場，銷售落後於蘋果及三星的手機，而在低端手機市場，又無法制住其它的亞洲競爭對手。2011年數據顯示，諾基亞的利潤從領先行業的35億美元已經降為13億美元以下。
在CEO改由來自微軟的斯蒂芬·埃洛普擔任後，諾基亞將手機產品線Windows Phone化，2013年1月24日公布2012財年第四季度業績顯示，該季度諾基亞實現凈利潤2.02億歐元，為六季以來首次由虧轉盈。期內，諾基亞手機總銷量為7960萬部。智能手機銷量總共1590萬部，Lumia手機銷量為440萬部，塞班手機銷量為220萬部，主要目標為新興市場的Asha手機銷量為930萬部。
諾基亞在裁員的決定一開始，從董事長到資深主管們，就開始規劃轉職銜接計劃（Bridge programme），他們認為，要對離職的員工，做到職業道德上的最大照顧，而非只達到法律上的最低標準。轉職銜接計畫適用於18,000名Nokia全球裁員員工，幫助他們找到新的工作，包括為了幫助他們轉職到全新工作所提供的教育訓練，以及如果員工打算創業，則協助他們成立新創事業。

## 旗下消費產品
諾基亞消費者端行動通訊設備部門曾售予微軟公司，其後再度授權Nokia品牌予鴻海集團旗下富智康及HMD Global進行生產製造。諾基亞消費者端健康部門則是賣回法國Withings，諾基亞公司現專注於通信基礎業務和技术研发。印度Flipkart公司取得「Nokia」品牌授權由中國創維集團在印度生產智慧電視機。

## 外部連結
- 诺基亚全球（页面存档备份，存于）（英文）